# Huma Eleven
Das huma eleven ist ein Einkaufszentrum in Wien-Simmering mit 90 Shops, Gastronomie- und Dienstleistungsbetrieben.

## Geschichte & Entwicklung
Der Standort in Simmering wurde erstmals in den 70er-Jahren mit Verkaufsflächen als Hurler Magazin, abgekürzt auch HuMa-Markt genannt, durch den Münchner Großhändler Jost Hurler in Betrieb genommen. Das Gelände gehörte zuvor zur Kaiserebersdorfer Landwehr-Artilleriekaserne, die Stabs- und Mannschaftsgebäude dieser ehemaligen Kaserne befinden sich immer noch in der Umgebung. Im Jahr 1987 erfolgte die Umwandlung des Verbrauchermarktes in ein Einkaufszentrum. Verschiedene Ankerunternehmen unterschiedlicher Branchen  spielten eine Rolle bei der Abdeckung des täglichen Bedarfs der örtlichen Bevölkerung im unmittelbaren Einzugsbereich.
2012 wurde beschlossen, eine Modernisierung durchzuführen. Der Grundstein für das Bauprojekt wurde nach dem Abriss des alten Einkaufszentrums 2014 gelegt. Am 3. März 2016 eröffnete das huma eleven mit 60 Geschäften, Gastronomie- und Dienstleistungsbetrieben. Die Fertigstellung erfolgte im September 2017. Zur Besonderheit gehören Ruhezonen mit etwa 200 m² großen Wasserspielen.

## Lage
Das EKZ huma eleven liegt zwischen Flughafenautobahn (A4) und dem Freudenauer Hafen und ist nahe der Grenze zu Niederösterreich beheimatet.